# Adolf Müller
Adolf Müller (Tolna, Hongria, 7 d'octubre de 1801 - Viena, Àustria, 29 de juliol de 1886) fou un compositor i escriptor austríac.
Per raons desconegudes, Matthias Schmid, després de la mort de ses pares. Va créixer amb son oncle i sa tia a Brünn. Hi fa rebre la primera formació musical amb Joseph Rieger. Amb vuit anys va donar el primer concert públic al pianoforte. Els parents acollidors, una família d'artistes, el van destinar al teatre. Tot i això, preferia la música.i El 1823 se'n va anar a Viena on va estudiar composició amb Joseph von Blumenthal. Després unes obres menors, el 1826 va tenir un pimer èxit amb l'opereta Die Schwarze Frau (la dona negra). Va ser també durant molts anys mestre de capella Leopodstädter Theater i del Theater an der Wien.
Dotat d'una gran facilitat melòdica i de no escassos coneixements tècnics, des de 1825 fins al 1884 va compondre 640 obres teatrals (operetes, vodevils, etc.) d'escàs valor, però que es feren populars. Ja no es pot comptar el nombre dels seus lieder i peces per a piano.
Durant algun temps també es dedicà a l'ensenyament del cant. Va tenir entre els seus alumnes na Antonie Erhartt.
El seu fill, Adolf Müller (1839-1901), fou també compositor i director d'orquestra.